# Raein
Raein est un groupe italien de punk hardcore, originaire de Romagne. Ils sont souvent considérés comme les pionniers du genre screamo en Europe, qui a vu le jour aux États-Unis à la fin des années 1990 avec des groupes tels qu'Orchid et Saetia.
Ils ont un membre en commun avec La Quiete, le batteur Michele Camorani.

## Histoire
Après leur premier album éponyme en 2002, leur deuxième album Il n'y a pas de orchestre sorti en 2003 sur le label suisse Ape Must Not Kill Ape et le label allemand React with Protest. Le groupe se sépare à la fin de l'année 2005, mais après une pause de près de deux ans (au cours de laquelle ils ont donné deux concerts), ils se reforment en septembre 2007. En 2008, Raein sort l'EP Every New Beginning, avant d'entamer une longue tournée internationale en 2009 pour le soutenir.
En 2011, ils publient leur troisième album Sulla linea dell'orizzonte fra questa mia vita e quella di tutti, téléchargeable gratuitement sur leur site web et mentionné par le webzine Ondarock comme l'un des meilleurs albums sortis en Italie au cours de l'année. Une tournée mondiale suit, qui les amène à jouer en Australie, aux États-Unis et, après six ans, au Royaume-Uni.
En janvier 2013, le groupe italien de noise rock Cosmetic enregistre une reprise acoustique de Constellation According to the Laws of Chance. Le 29 avril 2015, ils sortent leur nouvel album Perpetuum également en téléchargement gratuit et quelques mois plus tard le split avec Ampere.

## Discographie

### Albums studio
- 2002 : Raein (Life of Hate Records)
- 2003 : Il n'y a pas de orchestre (Ape Must Not Kill Ape/React With Protest)
- 2011 : Sulla linea dell'orizzonte tra questa mia vita e quella di tutti gli altri (auto-produit)

### Compilations
- 2004 : Ah, As If... (Sons of Vesta)
- 2005 : Discography 2000-2004 (Bullwhip Records)

### EP
- 2008 : Nati da altri padri
- 2015 : Perpetuum (autoprodotto)

### Splits
- 2004 : Daïtro & Raein (split avec Daitro)
- 2004 : The Harsh Words As the Sun (split avec Lhasa et Daitro)
- 2004 : Döden Marscherar Åt Väst
- 2004 : Raein/Phoenix Bodies
- 2004 : Raein/Funeral Diner
- 2013 : Loma Prieta / Raein (Deathwish Inc.)
- 2015 : Ampere & Raein (No Idea Records)

### Participations
- 2004 : Verso la Fine
- 2004 : From 3 to 1 in 2 and 4 (Remix)
- 2004 : The Emo Armageddon